# Tadeusz Odrowąż-Pieniążek
Tadeusz Józef Paweł Odrowąż-Pieniążek (ur. 16 października 1901, zm. 27 lipca 1935 – porucznik obserwator lotnictwa Wojska Polskiego.

## Życiorys
Urodził się w Lipinkach, w powiecie Gorlickim. Jego rodzicami byli Franciszek Iwo i Konstancja Anna Zofia z domu Jastrzębiec-Borowska. Jako maturzysta zgłosił się ochotniczo do Wojska Polskiego, otrzymał przydział do pociągu pancernego „Piłsudczyk”. Po wojnie pozostał w wojsku, przeniósł się ze Szkoły Podchorążych Piechoty do Szkoły Podchorążych Lotnictwa, którą ukończył w 1927 z 16. lokatą.  
Jako sierżant podchorąży obserwator otrzymał przydział do 13 eskadry liniowej. W 1928 r. otrzymał awans na podporucznika. Odkomenderowany na kurs łączności w Zegrzu (IX.28-III.29), powrócił do macierzystej jednostki z przydziałem do eskadry szkolnej – plutonu łączności. W 1931 otrzymał awans na porucznika. W czasie kwiecień 1930 – grudzień 1932 latał jako obserwator w 212 eskadrze bombowej. 
Przeniesiony do Instytutu Badań Technicznych Lotnictwa na asystenta. Zginął śmiercią lotnika 27 lipca 1935 roku pod Okęciem (w okolicy wsi Gorzkiewki) przy oblatywaniu prototypu PZL P-23 II Karaś wraz z załogą (por. pilot Aleksander Kremieniecki i por. rez. obs. Stefan Marian Kłusek – oficerowie Instytutu Badań Technicznych Lotnictwa). 
Został pochowany na Cmentarzu Wojskowym w Warszawie, kwatera C-16, rząd 8, grób 6.

## Życie prywatne
2 lipca 1930 ożenił się z Emilią z domu Miller, primo voto Kaczkowską, artystką malarką.

## Ordery i odznaczenia
- Medal Niepodległości – 17 września 1932 „za pracę w dziele odzyskania niepodległości”[3]